# Euarestella pninae
Euarestella pninae är en tvåvingeart som beskrevs av Amnon Freidberg 1981. Euarestella pninae ingår i släktet Euarestella och familjen borrflugor. Inga underarter finns listade i Catalogue of Life.